# The X Factor (Vereinigtes Königreich)/Staffel 1
The X Factor ist ein britischer Musikwettbewerb, bei dem nach neuen gesanglichen Talenten gesucht wird. Der Sieger erhält einen über 1 Million Pfund dotierten Plattenvertrag mit Syco Music. Die erste Staffel wurde vom 4. September bis 11. Dezember 2004 ausgestrahlt. Die Show wurde in mehrere Phasen unterteilt: Auditions, Bootcamp. Judges’ Houses und Live Shows. Als Jury wurden Simon Cowell, Louis Walsh und Sharon Osbourne eingesetzt, während Kate Thornton als Moderatorin durch die Show führte. Ben Shephard moderierte außerdem das Spin-Off The Xtra Factor auf dem Fernsehsender ITV2.
Die Castings fanden in Dublin, London, Birmingham, Leeds und Glasgow statt.
Steve Brookstein war der Sieger der Staffel, womit Simon Cowell der gewinnende Juror war. Brookstein hatte in den folgenden Jahren einige Charterfolge, während die zweitplatzierte Band G4 zwei Alben veröffentlichte, die beide mit Platin ausgezeichnet wurden.

## Verlauf

Jury der ersten Staffel
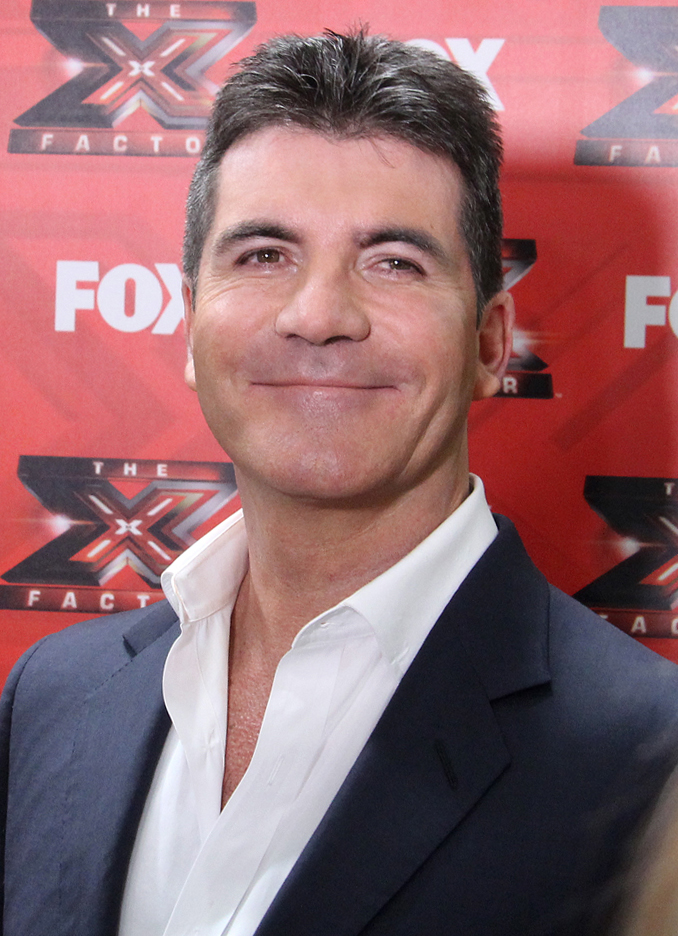
Simon Cowell
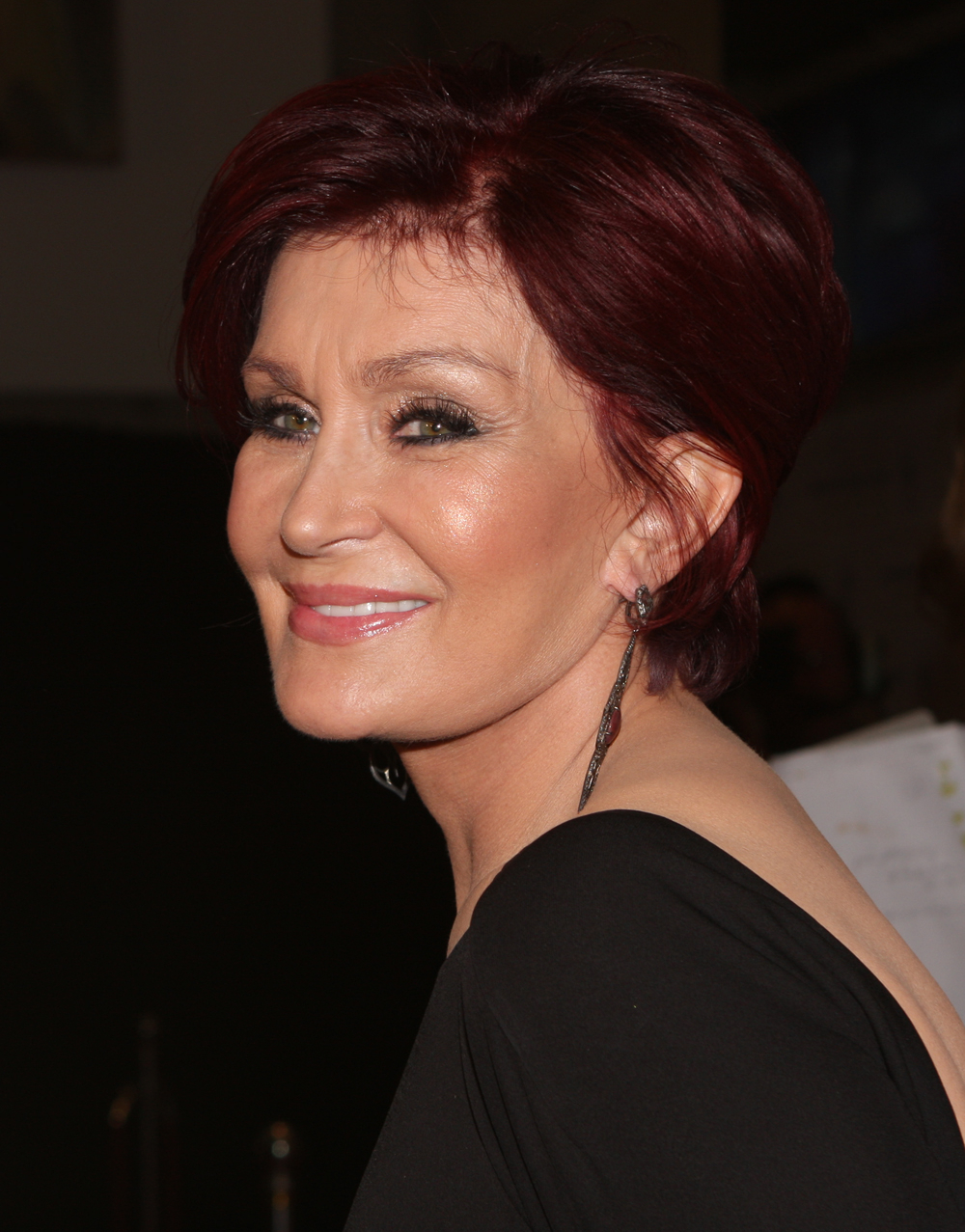
Sharon Osbourne
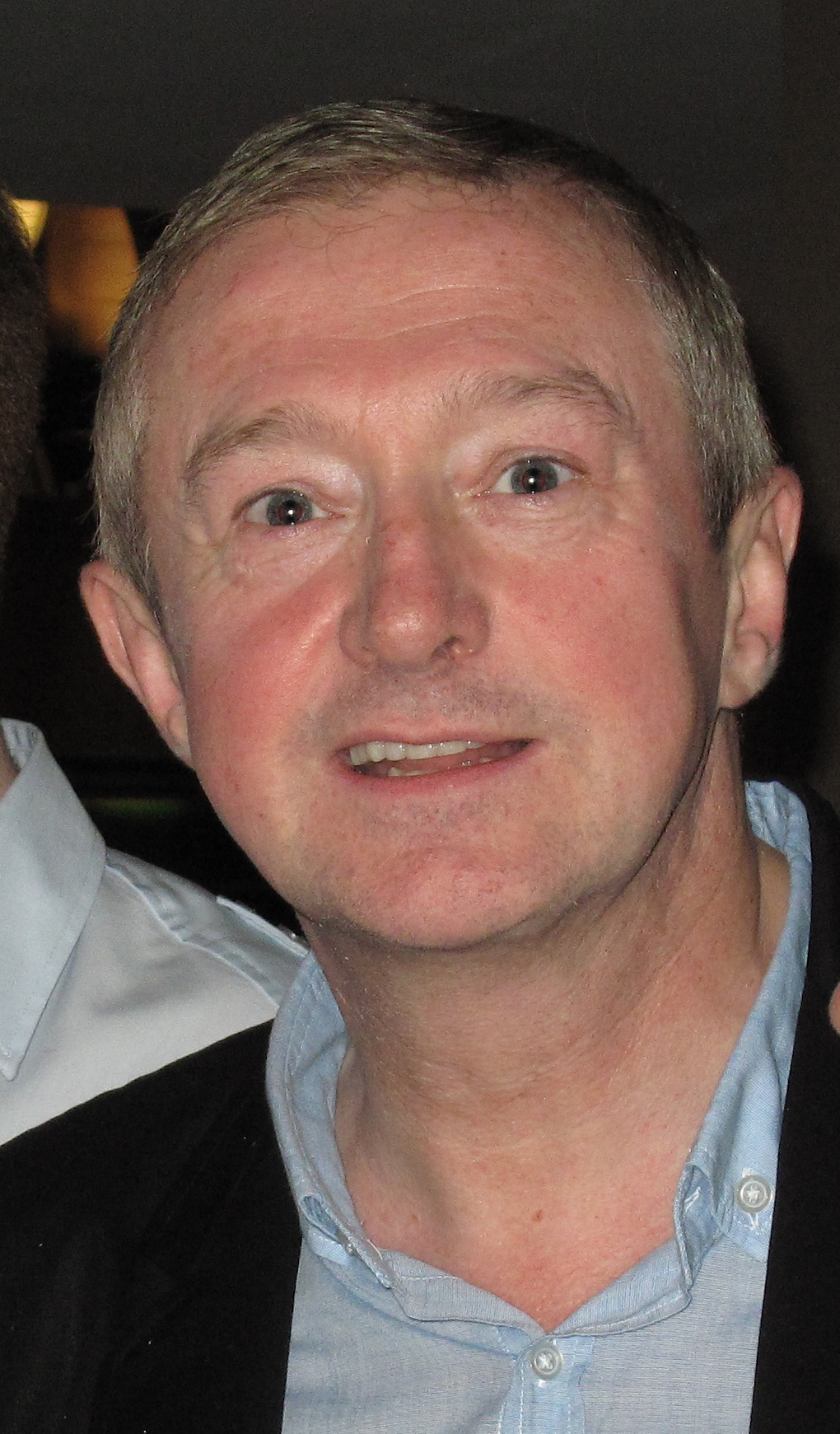
Louis Walsh

### Bewerbung undAuditions
Vor der tatsächlichen Durchführung der Castings wurden auf ITV, Zeitungen und Magazinen Werbung veröffentlicht, die versprachen, die Show werde neben Solokünstlern auch Bands willkommen heißen. Dies wurde vor allem hervorgehoben, um sich vom Vorbild Pop Idol abzuheben.
In der ersten Folge der Auditions, die am 4. September 2004 ausgestrahlt wurde, war die Produktion in Leeds und London zu Gast, während sie in der zweiten Episode in Newcastle gefilmt worden war. Die letzte Auditions Folge wurde am 2. Oktober 2004 gezeigt.

### BootcampundJudges' Homes
Nach den Auditions wurde jedem Juror eine Kategorie zugeordnet:
- Simon Cowell: Over 25s (Solokünstler ab 25 Jahren)
- Sharon Osbourne: 16-24s (Solokünstler bis 24 Jahre)
- Louis Walsh: Groups (Gruppen)

Jeder Juror konnte 12 Kandidaten aus seiner Kategorie für die zweite Runde, das Bootcamp, auswählen, wo diese wieder auftraten. Die beiden Folgen aus dieser Runde wurden am 9. und 16. Oktober ausgestrahlt.
Am Ende des Bootcamps konnte jeder Juror nur fünf seiner Künstler mit in die nächste Runde nehmen.
Die Kandidaten, die es in die Runde Judges' Homes geschafft hatten, fuhren zu einem Haus, das jeweils als das Zuhause ihres Mentors behandelt wurde. Sie wurden dort interviewt und traten ein weiteres Mal auf. Danach hatte jeder Juror die Möglichkeit, drei seiner Kandidaten mit in die Live Shows zu nehmen. Damit gab es insgesamt 9 Finalists.
| Juror    | Kategorie | Ort             | Gastjuroren                               | Ausgeschiedene Kandidaten |
| -------- | --------- | --------------- | ----------------------------------------- | ------------------------- |
| Cowell   | Over 25s  | London          | Annie Skates, Sinitta                     | Odis Palmer, Lloyd Wade   |
| Osbourne | 16-24s    | Buckinghamshire | Mark Hudson, Terry Longden, Jack Osbourne | Megan Ramsay, Andy Steed  |
| Walsh    | Groups    | Dublin          | Linda Martin, Faye Sawyer, David Laudat   | 4Tune, Advance            |

## Finalisten
Legende:
_ – Sieger
_ – Zweitplatzierter
| Kategorie (Mentor) | Kandidaten       | Kandidaten     | Kandidaten       |
| ------------------ | ---------------- | -------------- | ---------------- |
| 16–24s (Osbourne)  | Tabby Callaghan  | Cassie Compton | Roberta Howett   |
| Over 25s (Cowell)  | Steve Brookstein | Verity Keays   | Rowetta Satchell |
| Groups (Walsh)     | 2 to Go          | G4             | Voices with Soul |

## Live Shows/Finals

### Format
Während des Wettbewerbs wurden jeden Samstag Abend zwei Liveshows ausgestrahlt.
Bis Woche 5 trat jeder Act mit einem Song in der ersten Liveshow auf und das Publikum bekam die Möglichkeit, für ihren Lieblingsact anzurufen. In der zweiten Show wurden dann die beiden Kandidaten mit den wenigsten Stimmen genannt und diese mussten ein weiteres Mal singen, bevor die Jury entschied, wer die Show verlassen musste.
Das Format änderte sich ab der sechsten Woche, in der jeder Kandidat zwei Mal in der ersten Show und einmal in der Results Show mit einem Song auftrat. Am Ende dieser musste der Act mit den wenigsten Stimmen die Show verlassen.
Die Live Shows begannen am 23. Oktober und endeten am 11. Dezember 2004 mit dem Finale.

### ZusammenfassungLive Shows/Finals
Legende
| _ | Kandidat war unter den beiden mit den wenigsten Stimmen (Bottom Two) und musste erneut singen (Final Showdown) |
| _ | Kandidat erhielt die wenigsten Stimmen wurde direkt von der Show ausgeschlossen                                |
| _ | Kandidat wurde als Sieger gekürt                                                                               |

| Act                   | 1. Woche                                      | 2. Woche                                    | 3. Woche                               | 4. Woche                                        | 5. Woche                                      | Viertelfinale                                               | Halbfinale                                                  | Finale                                                      |  |
| --------------------- | --------------------------------------------- | ------------------------------------------- | -------------------------------------- | ----------------------------------------------- | --------------------------------------------- | ----------------------------------------------------------- | ----------------------------------------------------------- | ----------------------------------------------------------- |  |
| Steve Brookstein      | Weiter                                        | Weiter                                      | Weiter                                 | Weiter                                          | Weiter                                        | Weiter                                                      | Weiter                                                      | Sieger                                                      |  |
| G4                    | Weiter                                        | Weiter                                      | Weiter                                 | Bottom Two                                      | Weiter                                        | Weiter                                                      | Weiter                                                      | 2. Platz                                                    |  |
| Tabby Callaghan       | Weiter                                        | Weiter                                      | Weiter                                 | Weiter                                          | Weiter                                        | Weiter                                                      | 3. Platz                                                    | Ausgeschieden (Halbfinale)                                  |  |
| Rowetta Satchell      | Weiter                                        | Weiter                                      | Weiter                                 | Weiter                                          | Weiter                                        | 4. Platz                                                    | Ausgeschieden (Viertelfinale)                               | Ausgeschieden (Viertelfinale)                               |  |
| Cassie Compton        | Weiter                                        | Weiter                                      | Weiter                                 | Weiter                                          | Bottom Two                                    | Ausgeschieden (Woche 5)                                     | Ausgeschieden (Woche 5)                                     | Ausgeschieden (Woche 5)                                     |  |
| Voices with Soul      | Bottom Two                                    | Weiter                                      | Bottom Two                             | Bottom Two                                      | Ausgeschieden (Woche 4)                       | Ausgeschieden (Woche 4)                                     | Ausgeschieden (Woche 4)                                     | Ausgeschieden (Woche 4)                                     |  |
| 2 to Go               | Weiter                                        | Bottom Two                                  | Bottom Two                             | Ausgeschieden (Woche 3)                         | Ausgeschieden (Woche 3)                       | Ausgeschieden (Woche 3)                                     | Ausgeschieden (Woche 3)                                     | Ausgeschieden (Woche 3)                                     |  |
| Verity Keays          | Weiter                                        | Bottom Two                                  | Ausgeschieden (Woche 2)                | Ausgeschieden (Woche 2)                         | Ausgeschieden (Woche 2)                       | Ausgeschieden (Woche 2)                                     | Ausgeschieden (Woche 2)                                     | Ausgeschieden (Woche 2)                                     |  |
| Roberta Howett        | Bottom Two                                    | Ausgeschieden (Woche 1)                     | Ausgeschieden (Woche 1)                | Ausgeschieden (Woche 1)                         | Ausgeschieden (Woche 1)                       | Ausgeschieden (Woche 1)                                     | Ausgeschieden (Woche 1)                                     | Ausgeschieden (Woche 1)                                     |  |
|                       |                                               |                                             |                                        |                                                 |                                               |                                                             |                                                             |                                                             |  |
| Final Showdown        | Howett, Voices with Soul                      | 2 to Go, Keays                              | 2 to Go, Voices with Soul              | G4, Voices with Soul                            | Callaghan, Compton                            | Kein Final Showdown mehr, nur noch Zuschauerstimmen zählten | Kein Final Showdown mehr, nur noch Zuschauerstimmen zählten | Kein Final Showdown mehr, nur noch Zuschauerstimmen zählten |  |
| Walshs Nominierung    | Howett                                        | Keays                                       | 2 to Go                                | Voices with Soul                                | Compton                                       | Kein Final Showdown mehr, nur noch Zuschauerstimmen zählten | Kein Final Showdown mehr, nur noch Zuschauerstimmen zählten | Kein Final Showdown mehr, nur noch Zuschauerstimmen zählten |  |
| Osbournes Nominierung | Voices with Soul                              | Keays                                       | 2 to Go                                | Voices with Soul                                | keine (durch Weigerung)                       | Kein Final Showdown mehr, nur noch Zuschauerstimmen zählten | Kein Final Showdown mehr, nur noch Zuschauerstimmen zählten | Kein Final Showdown mehr, nur noch Zuschauerstimmen zählten |  |
| Cowells Nominierung   | Howett                                        | 2 to Go                                     | - 1                                    | G4                                              | Compton                                       | Kein Final Showdown mehr, nur noch Zuschauerstimmen zählten | Kein Final Showdown mehr, nur noch Zuschauerstimmen zählten | Kein Final Showdown mehr, nur noch Zuschauerstimmen zählten |  |
| Ausgeschiedene        | Roberta Howett 2 von 3 Nominierungen Mehrheit | Verity Keays 2 von 3 Nominierungen Mehrheit | 2 to Go 2 von 2 Nominierungen Mehrheit | Voices with Soul 2 von 3 Nominierungen Mehrheit | Cassie Compton 2 von 2 Nominierungen Mehrheit | Rowetta Satchell Zuschauervoting zu wenige Stimmen          | Tabby Callaghan Zuschauervoting zu wenige Stimmen           | G4 Zuschauervoting zu wenige Stimmen                        |  |

### Live Show Details

#### Woche 1 (23. Oktober)
| Kandidat         | Reihenfolge | Song                                | Ergebnis      |
| ---------------- | ----------- | ----------------------------------- | ------------- |
| Voices with Soul | 1           | „Ain't No Mountain High Enough“     | Bottom Two    |
| Verity Keays     | 2           | „I Will Always Love You“            | Weiter        |
| Roberta Howett   | 3           | „Superstar“                         | Ausgeschieden |
| 2 to Go          | 4           | „Don't Know Much“                   | Weiter        |
| Steve Brookstein | 5           | „When a Man Loves a Woman“          | Weiter        |
| Cassie Compton   | 6           | „Alfie“                             | Weiter        |
| G4               | 7           | „Everybody Hurts“                   | Weiter        |
| Rowetta Satchell | 8           | „You Don't Have to Say You Love Me“ | Weiter        |
| Tabby Callaghan  | 9           | „You Really Got Me“                 | Weiter        |

Nominierungen der Jury um Verlassen der Show
- Walsh: Roberta Howett – zum Schutz der eigenen Gruppe, Voices with Soul.
- Osbourne: Voices with Soul – zum Schutz der eigenen Kandidatin, Roberta Howett.
- Cowell: Roberta Howett – als Reaktion auf letzte Performance

#### Woche 2 (30. Oktober)
| Kandidat         | Reihenfolge | Song                                         | Ergebnis      |
| ---------------- | ----------- | -------------------------------------------- | ------------- |
| Rowetta Satchell | 1           | „I Still Haven't Found What I'm Looking For“ | Weiter        |
| 2 to Go          | 2           | „Always“                                     | Bottom Two    |
| Cassie Compton   | 3           | „Without You“                                | Weiter        |
| Verity Keays     | 4           | „Wind Beneath My Wings“                      | Ausgeschieden |
| G4               | 5           | „Don't Look Back in Anger“                   | Weiter        |
| Tabby Callaghan  | 6           | „My Oh My“                                   | Weiter        |
| Steve Brookstein | 7           | „If You Don't Know Me by Now“                | Weiter        |
| Voices with Soul | 8           | „(You Make Me Feel Like) A Natural Woman“    | Weiter        |

Nominierungen der Jury um Verlassen der Show
- Walsh: Verity Keays – zum Schutz der eigenen Gruppe, 2 to Go.
- Cowell: 2 to Go – zum Schutz der eigenen Kandidatin, Verity Keays.
- Osbourne: Verity Keays – ohne Begründung.

#### Woche 3 (6. November)
| Kandidat         | Reihenfolge | Song                             | Ergebnis      |
| ---------------- | ----------- | -------------------------------- | ------------- |
| Tabby Callaghan  | 1           | „Addicted to Love“               | Weiter        |
| Voices with Soul | 2           | „Bridge Over Troubled Water“     | Bottom Two    |
| Steve Brookstein | 3           | „Smile“                          | Weiter        |
| 2 to Go          | 4           | „(I've Had) The Time of My Life“ | Ausgeschieden |
| Cassie Compton   | 5           | „I Say a Little Prayer“          | Weiter        |
| Rowetta Satchell | 6           | „Over the Rainbow“ Weiter        |               |
| G4               | 7           | „...Baby One More Time“          | Weiter        |

Nominierungen der Jury um Verlassen der Show
- Osbourne: 2 to Go – ohne Begründung.
- Walsh: 2 to Go – wollte keinen seiner beiden Acts nach Hause schicken, wurde aber von Kate Thornton zu einer Antwort „gezwungen“.
- Cowell musste nicht gefragt werden, da bereits eine Mehrheit bestand.

#### Woche 4 (13. November)
| Kandidat         | Reihenfolge | Song                                | Ergebnis      |
| ---------------- | ----------- | ----------------------------------- | ------------- |
| G4               | 1           | „Circle of Life“                    | Bottom Two    |
| Rowetta Satchell | 2           | „MacArthur Park“                    | Weiter        |
| Tabby Callaghan  | 3           | „I Don't Want to Miss a Thing“      | Weiter        |
| Voices With Soul | 4           | „Lady Marmalade“                    | Ausgeschieden |
| Cassie Compton   | 5           | „Hero“                              | Weiter        |
| Steve Brookstein | 6           | „Help Me Make It Through the Night“ | Weiter        |

Nominierungen der Jury um Verlassen der Show
- Osbourne: Voices with Soul – als Reaktion auf letzte Performance und aufgrund der Annahme, dass G4 eine Zukunft im Musikgeschäft haben könnten.
- Cowell: G4 – ohne Begründung
- Walsh: Voices with Soul – wollte keinen seiner beiden Acts nach Hause schicken, wurde aber von Kate Thornton zu einer Antwort „gezwungen“.

#### Woche 5 (20. November)
| Kandidat         | Reihenfolge | Song                  | Ergebnis      |
| ---------------- | ----------- | --------------------- | ------------- |
| Steve Brookstein | 1           | „Let's Stay Together“ | Weiter        |
| Cassie Compton   | 2           | „All by Myself“       | Ausgeschieden |
| G4               | 3           | „My Way“              | Weiter        |
| Tabby Callaghan  | 4           | „Sweet Child o' Mine“ | Bottom Two    |
| Rowetta Satchell | 5           | „Somewhere“           | Weiter        |

Nominierungen der Jury um Verlassen der Show
- Walsh: Cassie Compton – im Glauben, Callaghan werde die Show gewinnen.
- Osbourne weigerte sich, jemanden zu nominieren.
- Cowell: Cassie Compton – weil er sie als gesanglich schwächer einschätzte.

#### Woche 6: Viertelfinale (27. November)
| Kandidat         | Reihenfolge | 1. Song                      | Reihenfolge | 1. Song                                  | Ergebnis      |
| ---------------- | ----------- | ---------------------------- | ----------- | ---------------------------------------- | ------------- |
| Rowetta Satchell | 1           | „River Deep – Mountain High“ | 5           | „When You Tell Me That You Love Me“      | Ausgeschieden |
| G4               | 2           | „You'll Never Walk Alone“    | 6           | „Somebody to Love“                       | Weiter        |
| Steve Brookstein | 3           | „I Get the Sweetest Feeling“ | 7           | „If I Could Turn Back the Hands of Time“ | Weiter        |
| Tabby Callaghan  | 4           | „More Than Words“            | 8           | „Livin' on a Prayer“                     | Weiter        |

#### Woche 7: Halbfinale (4. Dezember)
| Kandidat         | Reihenfolge | 1. Song                       | Reihenfolge | 2. Song                | Ergebnis      |
| ---------------- | ----------- | ----------------------------- | ----------- | ---------------------- | ------------- |
| Tabby Callaghan  | 1           | „Pride (In the Name of Love)“ | 4           | „Sailing“              | Ausgeschieden |
| Steve Brookstein | 2           | „Have I Told You Lately“      | 5           | „Greatest Love of All“ | Weiter        |
| G4               | 3           | „O Holy Night“                | 6           | „Bohemian Rhapsody“    | Weiter        |

#### Woche 8: Finale (11. Dezember)
| Kandidat         | Reihenfolge | 1. Song                                          | Reihenfolge | 2. Song (Song der Staffel) | Reihenfolge | 3. Song (Siegersong)                       | Ergebnis |
| ---------------- | ----------- | ------------------------------------------------ | ----------- | -------------------------- | ----------- | ------------------------------------------ | -------- |
| Steve Brookstein | 1           | „(Your Love Keeps Lifting Me) Higher and Higher“ | 3           | „Smile“                    | 5           | „Against All Odds (Take a Look at Me Now)“ | Sieger   |
| G4               | 2           | „Nessun Dorma“                                   | 4           | „Bohemian Rhapsody“        | 6           | „Creep“                                    | 2. Platz |

## Rezeption

### Einschaltquoten
Die Staffel erreichte eine durchschnittliche Quote von 7,4 Millionen Zuschauern pro Folge.
| Episode         | Ausstrahlungsdatum | Offizielle ITV1 Einschaltquote (in Millionen) | Wöchentlicher Rang (in Millionen) |
| --------------- | ------------------ | --------------------------------------------- | --------------------------------- |
| Auditions 1     | 4. September       | 5.25                                          | 21                                |
| Auditions 2     | 11. September      | 6.53                                          | 17                                |
| Auditions 3     | 18. September      | 7.08                                          | 14                                |
| Auditions 4     | 25. September      | 7.24                                          | 16                                |
| Auditions 5     | 2. Oktober         | 6.71                                          | 18                                |
| Bootcamp 1      | 9. Oktober         | 6.69                                          | 21                                |
| Bootcamp 2      | 9. Oktober         | 7.89                                          | 17                                |
| Judges' Houses  | 16. Oktober        | 7.32                                          | 17                                |
| Live Show 1     | 23. Oktober        | 7.18                                          | 17                                |
| Live Results 1  | 23. Oktober        | 7.83                                          | 15                                |
| Live Show 2     | 30. Oktober        | 6.53                                          | 20                                |
| Live Results 2  | 30. Oktober        | 7.26                                          | 17                                |
| Live Show 3     | 6. November        | 6.89                                          | 19                                |
| Live Results 3  | 6. November        | 7.02                                          | 18                                |
| Live Show 4     | 13. November       | 7.42                                          | 15                                |
| Live Results 4  | 13. November       | 6.88                                          | 18                                |
| Live Show 5     | 20. November       | 7.91                                          | 16                                |
| Live Results 5  | 20. November       | 7.98                                          | 14                                |
| Live Show 6     | 27. November       | 8.06                                          | 22                                |
| Live Results 6  | 27. November       | 8.01                                          | 23                                |
| Live Halbfinale | 4. Dezember        | 7.79                                          | 20                                |
| Live Results 7  | 4. Dezember        | 7.52                                          | 23                                |
| Finale          | 11. Dezember       | 8.62                                          | 15                                |
| Final Results   | 11. Dezember       | 9.96                                          | 8                                 |

## Kontroversen

### Vorwürfe der Unechtheit
Von mehreren Zeitungen wurde während der Durchführung der Show berichtet, Louis Walsh würde betrügen. Ihm wurde vorgeworfen, der Gruppe Co-Ed Tipps bezüglich Dingen wie der Titelauswahl gegeben zu haben, was eine Kontroverse auslöste, nachdem bekannt wurde, dass Walsh schon als Manager der Gruppe fungiert hatte, nachdem diese in der irischen Version der Castingshow Popstars bereits aufgetreten waren.
It was reported in tabloid newspapers that the show's audition process was unfair after Walsh was accused of cheating. He was thought to have advised the group Co-Ed on things such as song choices, which caused controversy after it was revealed that he had actually previously managed Co-Ed after they appeared on the Irish version of Popstars in 2001. Außerdem wurde im Internet über Videomaterial diskutiert, in dem Cowell und Osbourne Kandidaten anwiesen, der Jury zu widersprechen.

### Manipulationsvorwürfe
Vor der ersten Liveshow beschuldigte Sharon Osbourne Simon Cowell der Manipulation, da er, ihrer Meinung nach, die Kandidaten seiner Kategorie im Laufe der Show besser und sympathischer erscheinen ließ. Osbourne wurde nach dem Finale im Dezember 2004 erneut kritisiert, als sie gezwungen war, sich zu entschuldigen, nachdem sie im Verlauf eines Gefühlsausbruchs, in dem sie den späteren Gewinner Brookstein kritisierte, etwas dargelegt hatte, was Cowell als record complaints bezeichnete. Dies ließ ihren Platz in der Show ungewiss, auch wenn sie 2005 für die zweite Staffel der Show zurückkehrte.